# Rabbit Heart (Raise It Up)
Rabbit Heart (Raise It Up) is een nummer van de Britse indierockband Florence and the Machine uit 2009. Het is de derde single van zijn hun debuutalbum Lungs.
Frontvrouw Florence Welch schreef "Rabbit Heart (Raise It Up)" nadat haar label haar om een iets vrolijker nummer vroeg. Welch gaf echter aan dat het nummer gaat over haar angst om in de belangstelling te staan als artiest, en de gevolgen die dat met zich meebrengt. De titel "Rabbit Heart" is volgens Welch een verwijzing naar die angst. De plaat werd een hit in het Verenigd Koninkrijk, waar het de 12e positie bereikte. In Nederland deed het nummer niets in de hitlijsten, terwijl de Vlaamse Ultratop 50 met een 50e positie nog net werd bereikt.